# Historia de Polonia durante la dinastía Piasta
La historia de Polonia durante la dinastía piasta abarca el período de gobierno de los piastas entre los siglos X y XIV y es la primera etapa importante de la historia de la nación polaca. La dinastía había sido fundada por una serie de duques que enumera a comienzos del siglo XII el cronista Gallus Anonymus: Siemowit, Lestko y Siemomysł. Es Miecislao I, el hijo de Siemomysł, al que se considera el fundador propiamente dicho del Estado polaco hacia el año 960. La dinastía rigió el territorio polaco hasta 1370. Miecislao se convirtió al cristianismo según el rito latino occidental en un acontecimiento conocido como el «bautismo de Polonia» de 966, que estableció una importante frontera religioso-cultural en Europa. También completó la unificación de las tierras de las tribus eslavas occidentales, algo esencial para la existencia del nuevo estado.
Tras la emergencia del estado polaco, los diversos gobernantes convirtieron a la población al cristianismo, crearon un reino de Polonia en 1025 e integraron a este nuevo estado en la cultura europea. El hijo de Miecislao, Boleslao I el Valiente estableció una archidiócesis católica en Gniezno, conquistó tierras y fue el primer rey de Polonia merced a su coronación en 1025. La primera monarquía piasta desintegró tras la muerte de Miecislao II Lambert en 1034 y fue restaurada en 1042 por Casimiro I. Entretanto, la dignidad real de los señores polacos fue revocada y el país volvió a ser un ducado. El hijo del duque Casimiro, Boleslao II el Temerario retomó la actividad militar de Boleslao I, pero se vio envuelto fatalmente en un conflicto con el obispo Estanislao de Cracovia y fue expulsado del país.
Boleslao III, el último duque de este primer periodo, logró defender el país y recuperar los territorios perdidos anteriormente. A su muerte en 1138, Polonia fue dividida entre sus hijos. La fragmentación interna resultante erosionó la estructura monárquica inicial de los piastas en los siglos XII y XIII y originó cambios fundamentales y duraderos. Conrado I de Mazovia invitó a los Caballeros teutónicos para que lo ayudaran en la lucha contra los prusianos paganos bálticos. Esta decisión hizo de Polonia el campo de batalla entre ambos durante siglos.
El reino fue restaurado por Vladislao I el Breve en 1320 y lo fortaleció y amplió su hijo Casimiro III el Grande. Las provincias occidentales de Silesia y Pomerania se perdieron después de la fragmentación, y Polonia comenzó a expandirse hacia el este. El período terminó con los reinados de dos miembros de la Casa Capeta de Anjou entre 1370 y 1384. La consolidación del siglo XIV puso las bases para el nuevo y poderoso reino de Polonia de los siglos siguientes.

## SiglosX-XII

### Miecislao I y la adopción del cristianismo en Polonia (ca. 960-992)

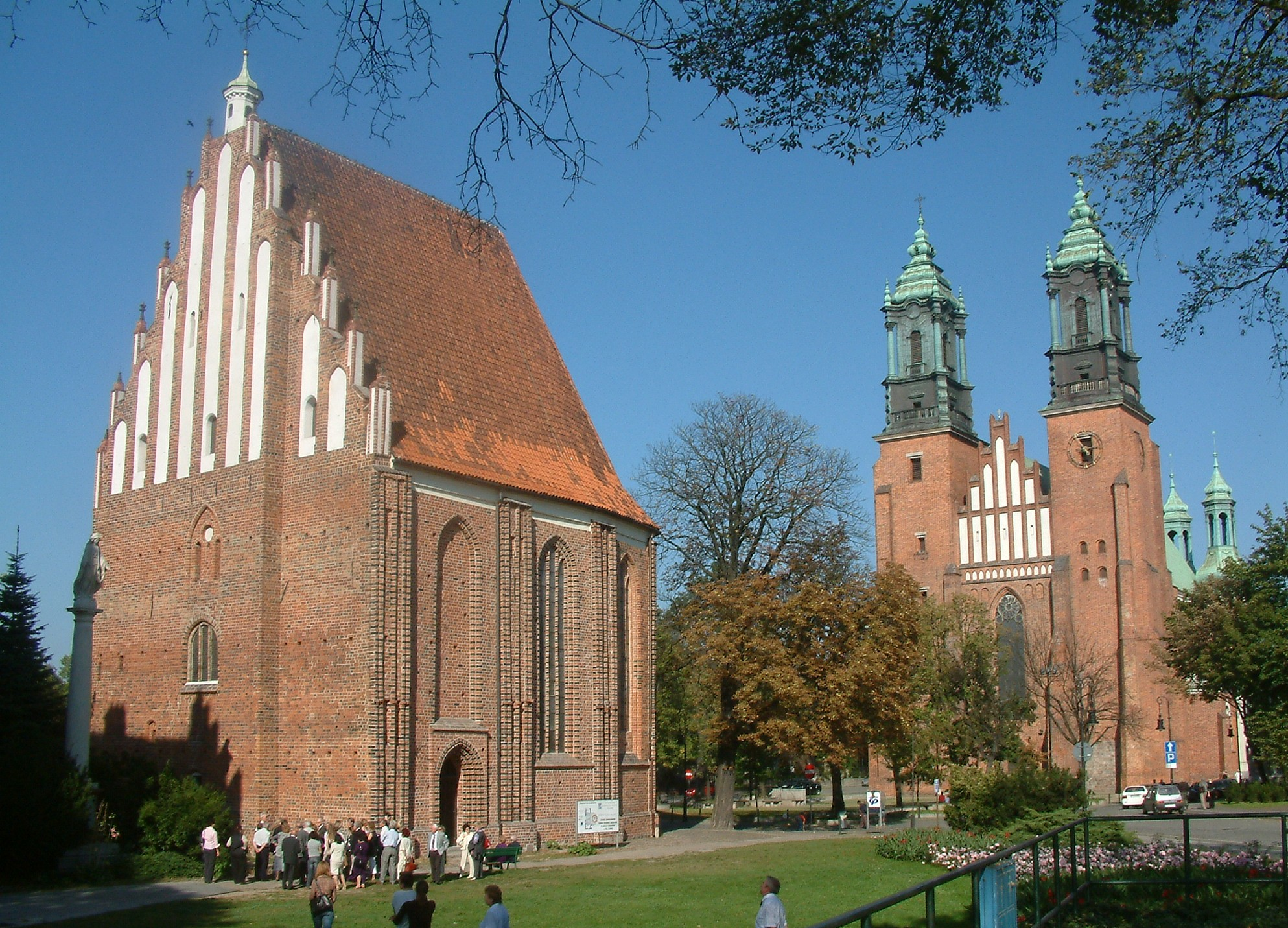
Importantes hitos de la historia del estado y la iglesia polacas tuvieron lugar en la isla de Ostrów Tumski. Restos del original complejo palatino y su capilla han sido hallados bajo la iglesia que aparece en primer plano. A la derecha, la catedral de Poznań.

La tribu de los polanos (Polanie, literalmente «personas de los campos») de lo que es la moderna Gran Polonia fue la precursora del Estado polaco a comienzos del siglo X, mediante su asentamiento en torno a las fortalezas de Giecz, Posnania, Gniezno y Ostrów Lednicki. La rehabilitación acelerada de los antiguos asentamientos tribales fortificados, la construcción de nuevos centros y la expansión territorial tuvo lugar aproximadamente entre el 920 y el 950. El estado polaco se desarrolló a partir de estas raíces tribales en la segunda mitad del siglo. Según el cronista del siglo XII Gallus Anonymus, la dinastía de los Piastas reinaba por entonces sobre los polanos. Viduquindo de Corvey fue el primero en mencionar en su Res gestae saxonicae —una crónica de acontecimientos en Alemania del siglo XI— al señor piasta Miecislao. Viduquindo cuenta que las fuerzas de este fueron derrotadas en dos ocasiones en 963 por las tribus veletos aliadas al sajón exiliado Wichmann el Joven. Miecislao (ca. 960 a 992) aceptó el cristianismo e hizo de su Estado tribal el Estado polaco.
La viabilidad de estado de Miecislao se vio asegurada por la continua expansión territorial de los primeros señores piastas. Partiendo de una región muy pequeña alrededor de Gniezno (antes de que la ciudad existiera), la expansión piasta se mantuvo durante casi todo el siglo X, de modo que los dominios de estos acabaron por abarcar un territorio aproximadamente igual al de la moderna Polonia. La tribu polana venció a otras tribus eslavas, con las que se mezcló, formando primero una federación tribal, y posteriormente un estado centralizado. Tras la anexión de la Pequeña Polonia, el país de los vistulanos, y Silesia (ambos arrebatados por Miecislao al estado checo a finales del siglo X), el estado de Miecislao alcanzó su forma madura, incluyendo las regiones principales consideradas culturalmente polacas. Los territorios de los piastas abarcaban aproximadamente 250 000 km², con una población aproximada de menos de un millón de personas.

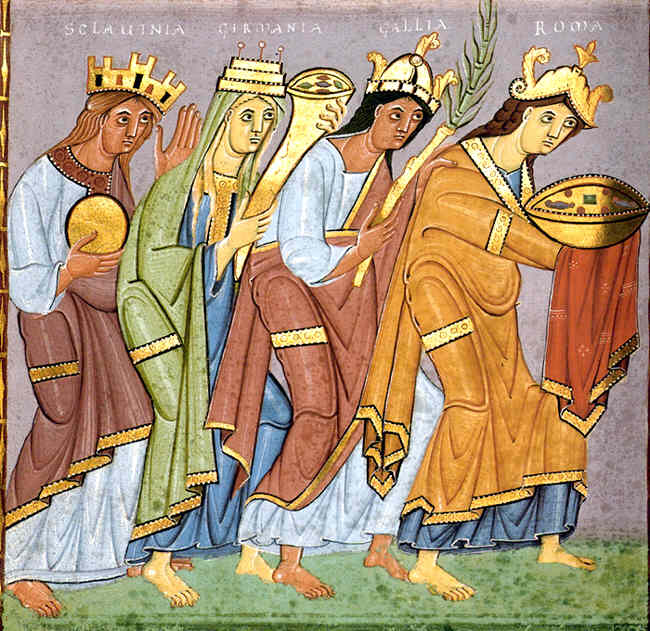
Roma, Galia, Germania y Sclavinia (provincia eslava de Europa) llevando ofrendas al emperador Otón III, acercándosele en ese orden. Sin embargo, parecen tener el mismo rango (tamaño), lo que es un reflejo de las políticas imperiales de la época.

Inicialmente pagano, Miecislao fue el primer gobernante de la unión tribal polana que es conocido por las fuentes escritas contemporáneas. Un relato detallado de los primeros años de su reinado fue realizado por Ibrahim ibn Ya'qub, un viajero judío, según el cual Miecislao era uno de los cuatro reyes «eslavos» establecidos en Europa central y meridional en la década de 960. En 965, Miecislao, que era un aliado de Boleslao I, duque de Bohemia, se casó con Doubravka, hija del duque y princesa cristiana. El 14 de abril de 966, Miecislao se convirtió al cristianismo según el rito latino occidental, un acontecimiento que se conoce como el «bautismo de Polonia» y que se considera el acto fundacional del estado polaco. Tras la victoria de Miecislao sobre una fuerza volinia en 967 encabezada por Wichmann, fue nombrado el primer obispo misionero de Polonia: Jordán. Este acto bloqueó la expansión oriental pretendida por la archidiócesis de Magdeburgo, establecida en la misma época.
El estado de Miecislao mantenía relaciones complicadas con el Sacro Imperio Romano alemán, ya que era «amigo», aliado y vasallo del emperador Otón I al que pagaba tributo por la parte occidental de sus tierras. Miecislao se enfrentó con los eslavos polabios, los checos, el margrave Gero de la Marca Sajona Oriental en 963-964 y con el margrave Odón I de la Marcha Oriental sajona en 972 en la batalla de Cedynia. Las victorias sobre Wichmann y Odón le permitieron extender sus posesiones en Pomerania hacia el oeste, hasta la cercanías del río Oder y su desembocadura. Tras las muerte de Otón I y Otón II, Miecislao dio su apoyo al aspirante  de la corona imperial Enrique el Pendenciero. Tras la muerte de Doubravka en 977, Miecislao desposó a Oda von Haldensleben, hija de Dietrich, margrave de la Marca del Norte, hacia el 980. Durante su lucha contra los checos en 990, Miecislao recibió ayuda del Sacro Imperio. En torno a 990, cuando sometió oficialmente su país a la autoridad de la Santa Sede (Dagome iudex), había transformado Polonia en una de las principales potencias de Europa oriental.

### El reinado de Boleslao I y establecimiento del Reino de Polonia (992-1025)

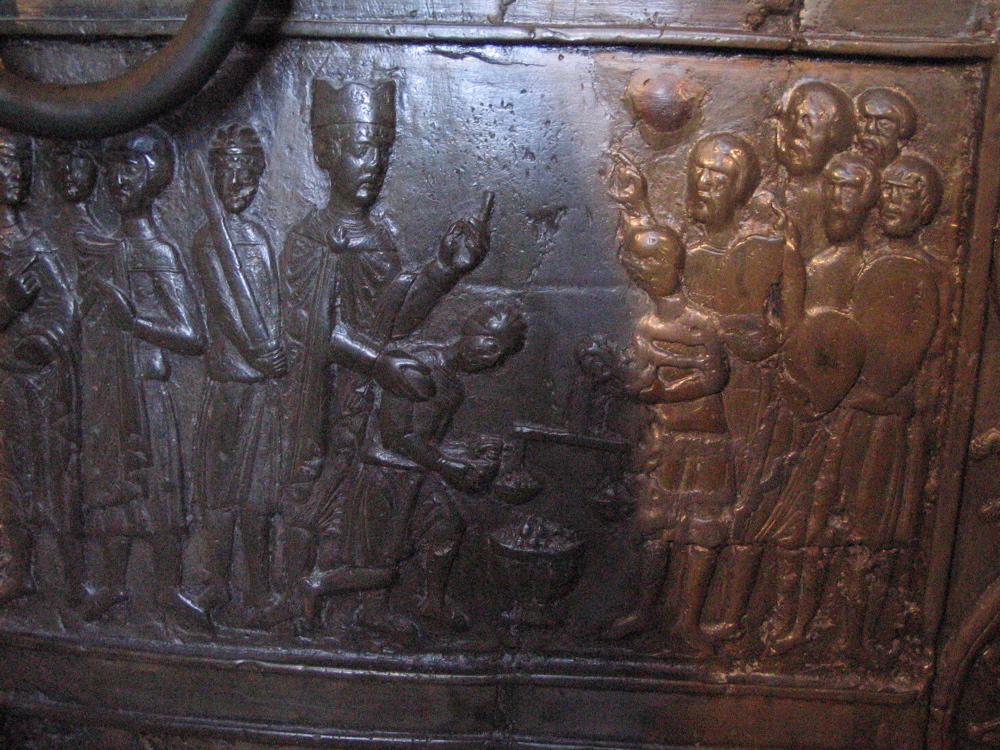
Una imagen de las puertas de la catedral de Gniezno muestra a Boleslao comprando el cadáver de Adalberto de Praga a los prusianos

A su muerte en 992, a Miecislao le sucedió su hijo Boleslao, en contra de sus deseos. Para ascender el trono, Boleslao tuvo que enfrentarse a la segunda esposa de su padre, su madrastra Oda, y con los hijos de esta. Boleslao era el hijo mayor de Miecislao, nacido de su primera mujer Doubravka de Bohemia, que había muerto en 977. Su padre pretendía dividir el ducado de Polonia entre su prole, pero Boleslao consiguió arrumbar a su madrastra y hermanastros y hacerse monarca de Polonia. Intrigante desde el principio como desmostró al hacerse con el trono, Boleslao I el Valiente resultó ser un hombre de gran ambición y fuerte personalidad.

Polonia (992-1025); el área de naranja oscuro representa las fronteras al final del reinado de Miecislao I (992); la frontera granate los dominios de Boleslao I al final de su reinado (1025). El otros colores aparecen los territorios que conquistó o que dominó temporalmente.

Uno de las preocupaciones más importantes de los primeros años del reinado de Boleslao fue la organización de la iglesia polaca. Boleslao cultivó la amistad de Adalberto de Praga, miembro de la familia  Slavník, obispo checo exiliado y con buenas conexiones, que fue asesinado en 997 en una misión en Prusia. Aprovechó hábilmente su muerte: su martirio sirvió para elevarlo a santo patrón de Polonia y permitió la creación de una provincia eclesiástica polaca independiente con Radim Gaudentius como arzobispo de Gniezno. En el año 1000, el joven emperador Otón III peregrinó hasta la tumba de san Adalberto y dio su apoyo a Boleslao durante el Congreso de Gniezno; con motivo de este acontecimiento, se creó la archidiócesis de Gniezno y varias diócesis subordinadas. La provincia eclesiástica polaca sirvió eficazmente de pilar del Estado piasta, al que ayudó a sobrevivir en los atribulados siglos posteriores.
En un primer momento, Boleslao continuó la política de su padre de cooperación con el Sacro Imperio, pero a la muerte de Otón III en 1002, las relaciones de Boleslao con su sucesor Enrique II se agriaron, lo que originó varias guerras (1002-1005, 1007-1013 y 1015-1018). Entre 1003 y 1004, Boleslao intervino militarmente en conflictos dinásticos checos. Sus fuerzas fueron expulsadas de Bohemia en 1018, pero Boleslao conservó Moravia. En 1013 tuvo lugar el matrimonio entre su hijo Miecislao y Riquilda de Lorena, sobrina de Otón III y futura madre de Casimiro I. Los conflictos con Alemania acabaron en 1018 con la Paz de Bautzen, favorable a los intereses de Boleslao. Durante una expedición a Kiev en 1018, Boleslao conquistó la parte occidental de la Rutenia Roja. En 1025, poco antes de su muerte, obtuvo finalmente el permiso papal para coronarse, convirtiéndose en el primer rey de Polonia.
Las políticas expansionistas de Boleslao fueron muy costosas para el Estado polaco y no siempre exitosas. Perdió, por ejemplo, Pomerania Central, de importante valor económico, en 1005, junto con su nuevo obispado de Kołobrzeg; la región había sido conquistada anteriormente con gran esfuerzo por Miecislao.

### Miecislao II y el derrumbamiento del reino piasta (1025-1039)

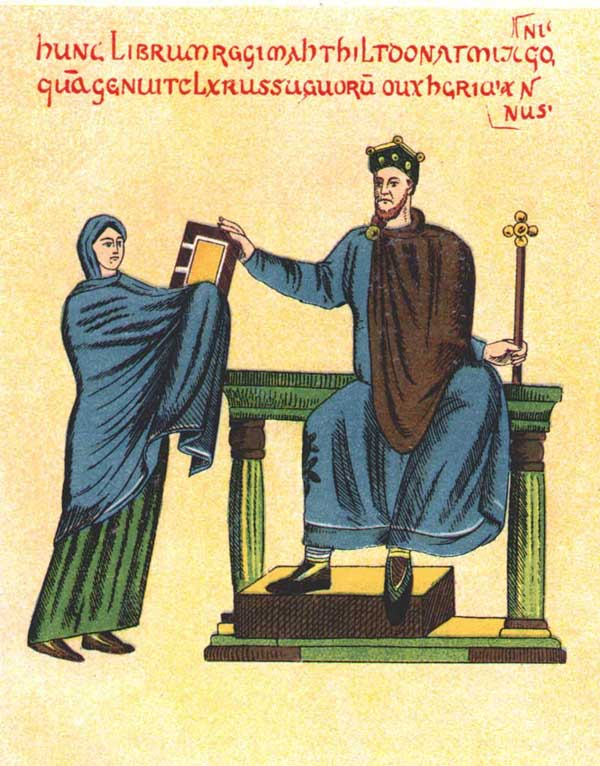
Miecislao II mostrado alegóricamente con la duquesa Matilde de Suabia

Miecislao II Lambert (r. 1025-1034) intentó continuar la política expansionista de su padre. Sus acciones agravaron la antigua hostilidad y resentimiento de los territorios vecinos de Polonia, y sus dos hermanos desposeídos lo aprovecharon para emprender sendas invasiones desde Alemania y la Rus de Kiev en 1031. Miecislao fue derrotado y obligado a abandonar Polonia. Su hermano Bezprym fue asesinado en 1032, mientras que su otro hermano Otón murió en circunstancias inciertas en 1033, acontecimientos que permitieron a Miecislao recuperar parcialmente su autoridad. Su muerte en 1034 marcó el fin de la primera monarquía piasta. Privada de gobierno, Polonia fue asolada por una rebelión pagana y antifeudal, y en 1039, fue invadida por Bretislao I de Bohemia. El país padeció pérdidas territoriales y el funcionamiento de la archidiócesis de Gniezno quedó interrumpido.

### Reunificación de Polonia bajo Casimiro I (1039-1058)

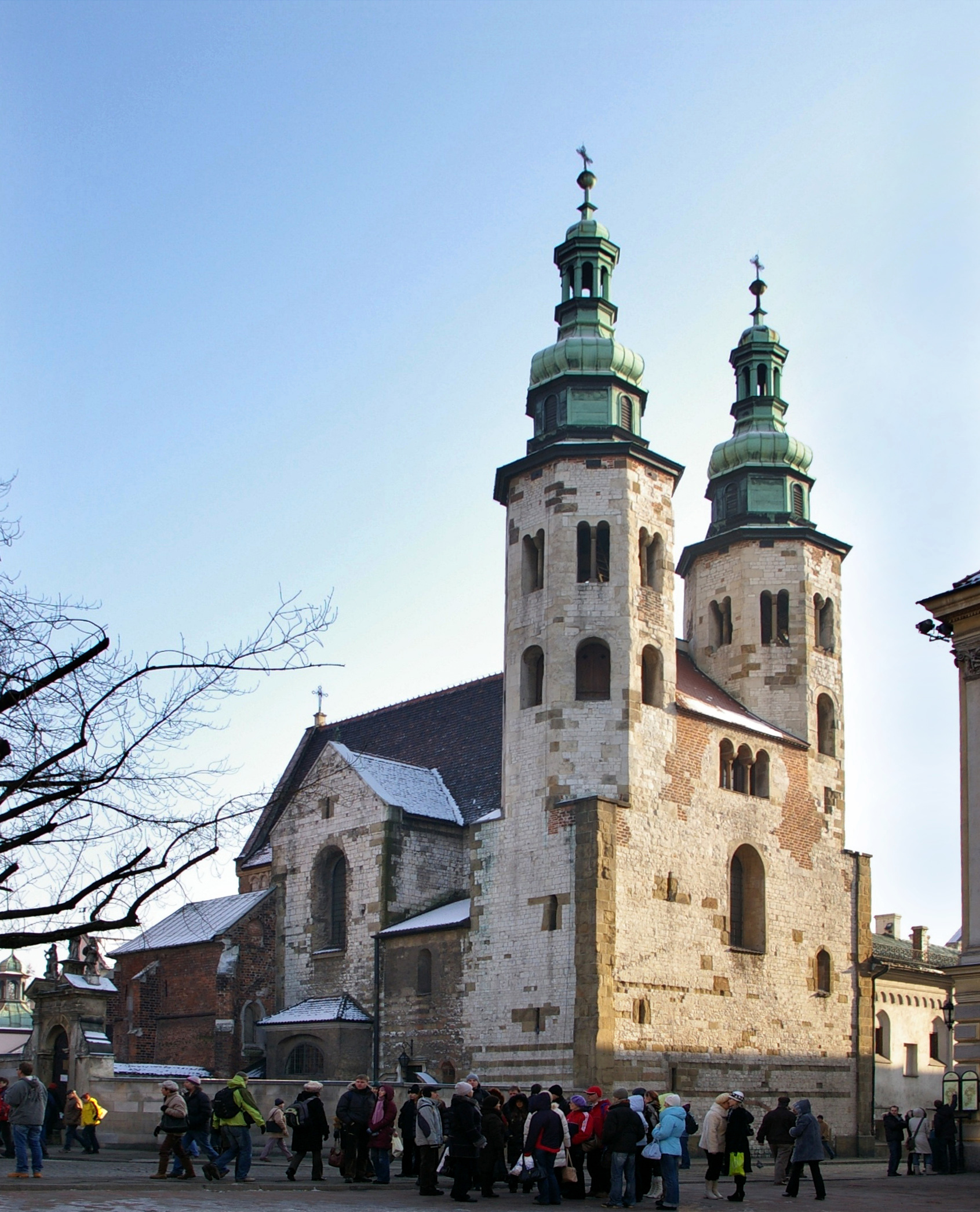
Iglesia de San Andrés en Cracovia (construida en el siglo)

Polonia disfrutó de cierta recuperación bajo el hijo de Miecislao, el duque Casimiro I (r. 1039-1058), conocido en la historia como el Restaurador. Después de regresar del exilio en 1039, restableció la monarquía polaca y la integridad territorial del país en varias campañas militares: en 1047, se recuperó Mazovia, conquistada a Miecław, un noble polaco que trató de independizarse del monarca polaco, y en 1054 conquistó Silesia, arrebatada a los checos. Casimir contó para sus campañas con la ayuda de los que hacía poco habían sido enemigos de Polonia, el Sacro Imperio y la Rus de Kiev, descontentos con el caos que había supuesto el desmembramiento de Polonia a comienzos del reinado de Miecislao II. Casimir implantó una forma más madura de feudalismo y aligeró la carga que suponía para el erario ducal el financiar grandes ejércitos asentando a sus guerreros en feudos. La destrucción que había causado la incursión checa en la Gran Polonia lo impelió a trasladar la corte a Cracovia, que sustituyó como tal a las antiguas capitales piastas de Posnania y Gniezno; Cracovia siguió como capital durante varios siglos.

### Boleslao II y el conflicto con el obispo Estanislao (1058-1079)

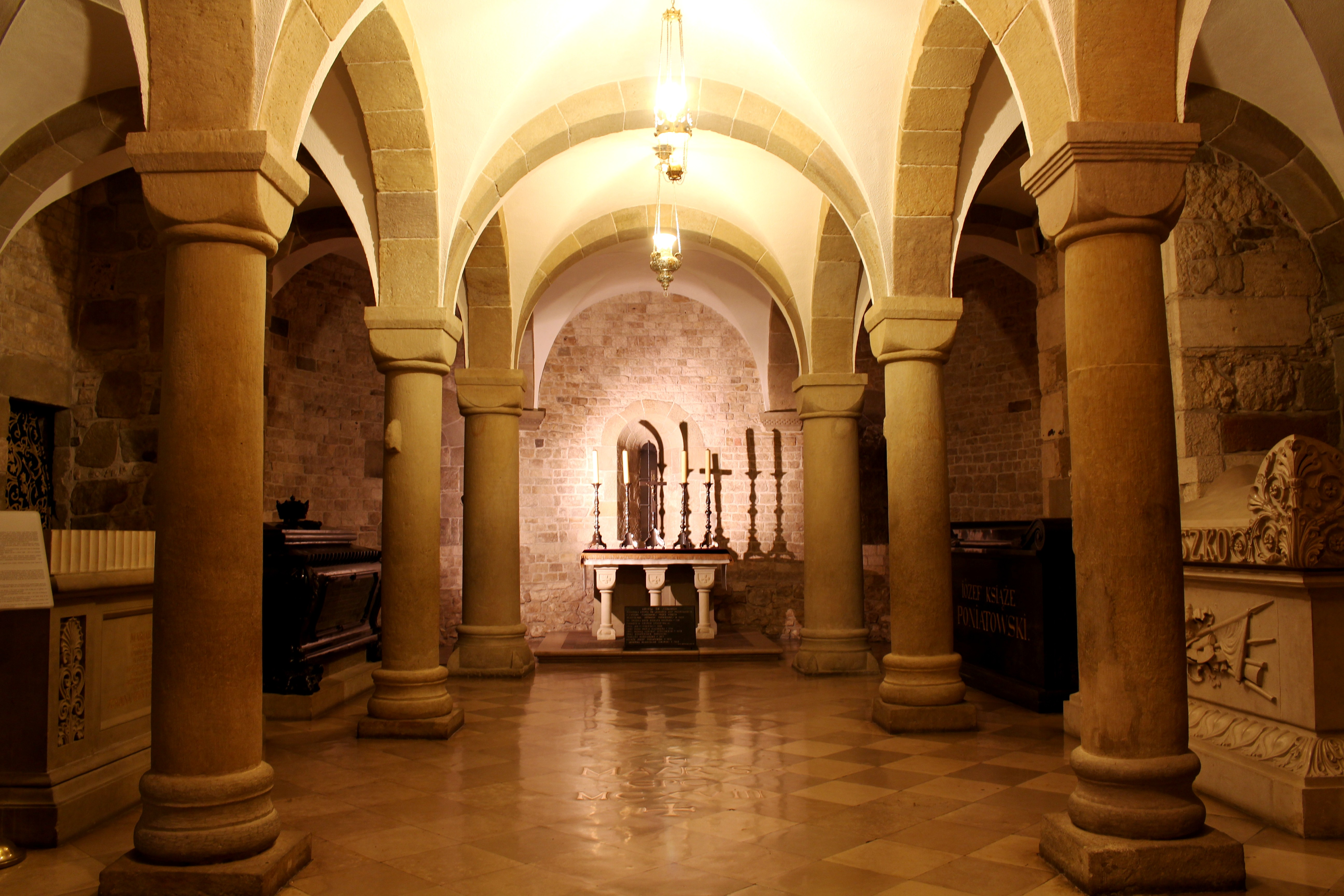
La cripta de san Leonardo es todo lo que queda de la catedral de Wawel de Vladislao I Herman

El hijo de Casimiro, Boleslao II el Temerario, también conocido como el Generoso (r. 1058-1079), acreció la fortaleza militar polaca y emprendió varias campañas en el extranjero entre 1058 y 1077. Como decidido partidario del papa durante la Querella de las Investiduras que enfrentó a este con el emperador alemán, Boleslao se coronó rey en 1076 con la bendición del papa Gregorio VII. En 1079, hubo una conspiración contra él en la que estuvo implicado el obispo de Cracovia, Estanislao. Boleslao lo hizo ejecutar, pero la presión de la Iglesia católica y la facción nobiliaria proimperial lo obligaron a abdicar poco después. Estanislao fue el segundo mártir y patrón de Polonia; fue canonizado en 1253.

### Reinado de Vladislao I Herman (1079-1102)

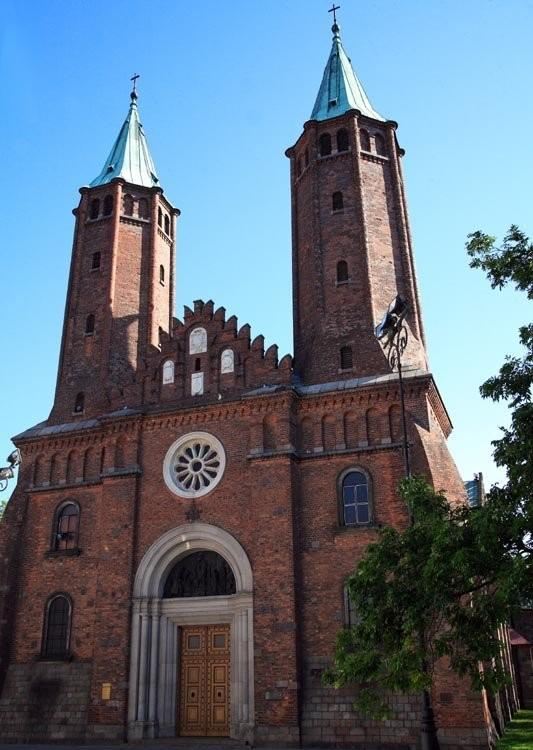
La catedral de Płock es el lugar de enterramiento de Vladislao I Herman y Boleslao III

Tras el exilio de Boleslao, el país pasó a estar bajo la inestable autoridad de su hermano menor Vladislao I Herman (r. 1079-1102). Este estaba muy influido por el conde palatino Sieciech, un consejero procedente de las filas de la nobleza polaca que ostentó en gran medida el poder a la sombra del duque. Cuando los dos hijos de Vladislao, Zbigniew y Boleslao, obligaron finalmente a su padre a expulsar a su odiado protegido, Polonia fue dividida entre los tres en 1098 y, después de la muerte del padre, de 1102 a 1106, entre los dos hermanos.

### Reinado de Boleslao III (1102-1138)

Polonia durante el gobierno de Boleslao III Boca Torcida

Tras una lucha por el poder, Boleslao III Boca Torcida (r. 1102-1138) se convirtió en duque de Polonia al derrotar a su medio hermano Zbigniew en 1106-1107. Este tuvo que abandonar el país, pero contó con el apoyo del emperador Enrique V, que atacó Polonia en 1109. Boleslao pudo defender el país gracias a su capacidad militar, determinación y alianzas, y también merced a una movilización nacional de todos los grupos sociales (batalla de Głogów). Zbigniew, que regresó luego, murió en extrañas circunstancias, quizás en el verano de 1113. Otro importante logro de Boleslao fue la conquista de toda la Pomerania que había pertenecido antaño a Miecislao I (cuya parte oriental se había perdido tras la muerte de Miecislao II), una tarea iniciada por su padre Vladislao I Herman y completada por él alrededor de 1123. Szczecin fue sometida de manera sangrienta y el sur de la Pomerania Occidental; el resto de la región hasta Rügen quedó como feudo, cedido a a Wartislaw I, el primer duque de la dinastía Griffin.
En este momento, comenzó de forma seria la cristianización de la región, un esfuerzo coronado por el establecimiento de la diócesis Pomerania de Wolin tras la muerte de Boleslao en 1140.

### Fragmentación del ducado (1138-1320)

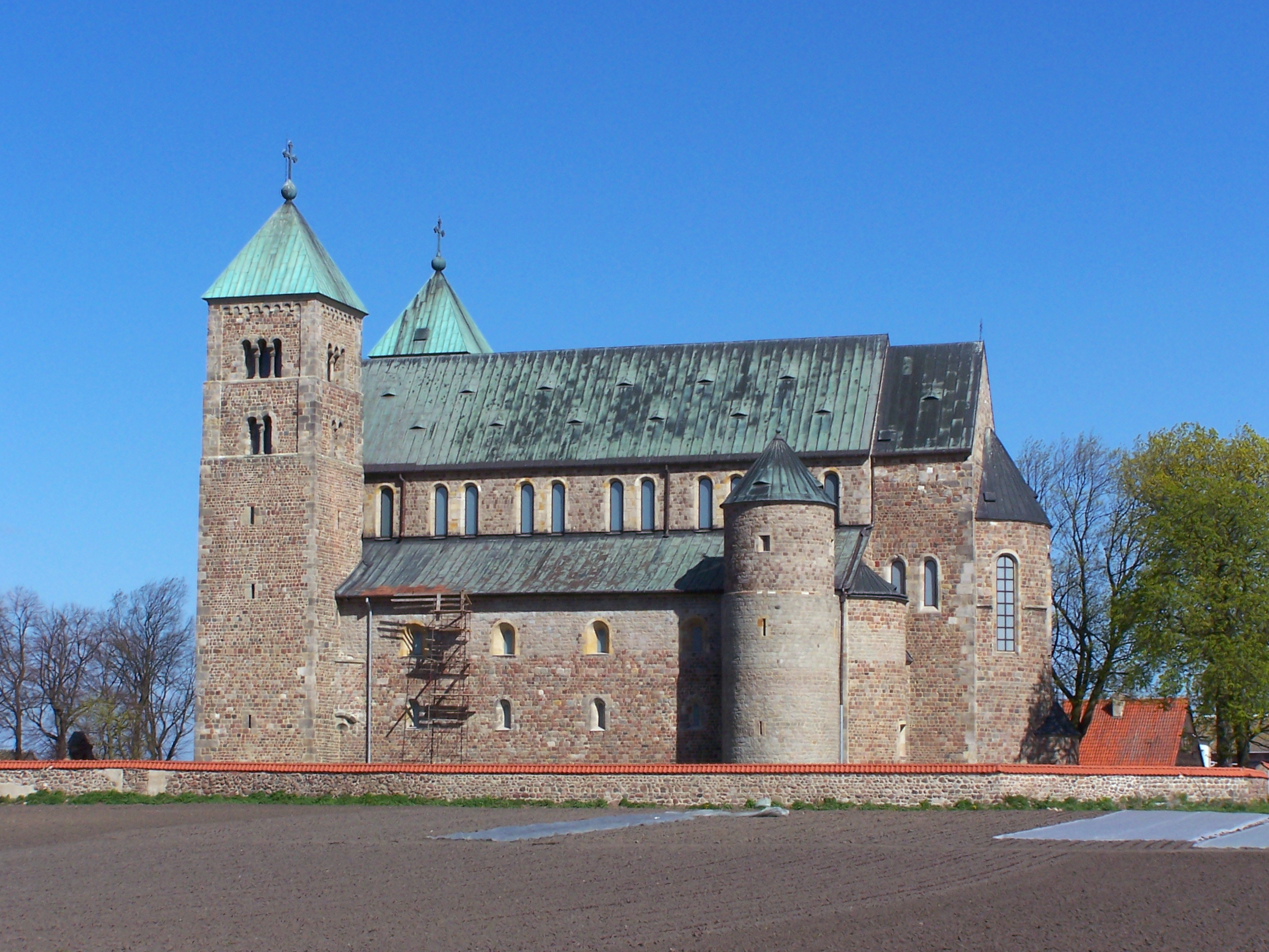
Iglesia colegiata de Tum

Antes de su muerte, Boleslao III dividió parcialmente el país entre cuatro de sus hijos. Redactó complejas disposiciones para evitar la guerra fratricida y preservar la unidad formal del estado polaco, pero después de su muerte, el plan resultó un fracaso y empezó un largo periodo de fragmentación. Los piastas se enfrentaron durante casi dos siglos entre sí, con el clero y la nobleza por el control del reino dividido. La estabilidad del sistema la aseguraba presuntamente la institución del duque principal o Gran Duque de Polonia, que residía en Cracovia y tenía asignada la «provincia señorial», que no se podía dividir. Siguiendo su concepto de hegemonía, Boleslao dividió el país en cinco principados: Silesia, la Gran Polonia, Mazovia, Sandomir y Cracovia. Entregó las primeras cuatro provincias a sus cuatro hijos, que fueron a partir de entonces señores independientes. La quinta, la provincia señorial de Cracovia, debía corresponder al mayor de los príncipes que, como gran duque, sería el representante de toda Polonia. Este principio se rompería en la generación de sus hijos, cuando Vladislao II el Desterrado, Boleslao IV el Rizado, Miecislao III el Viejo y Casimiro II el Justo se disputaron el poder y el territorio polaco y, en particular, el trono de Cracovia.
Las fronteras externas a la muerte de Boleslao III eran muy similares a las de los tiempos de Miecislao I, pero no sobrevivieron al periodo de fragmentación.

### Cultura

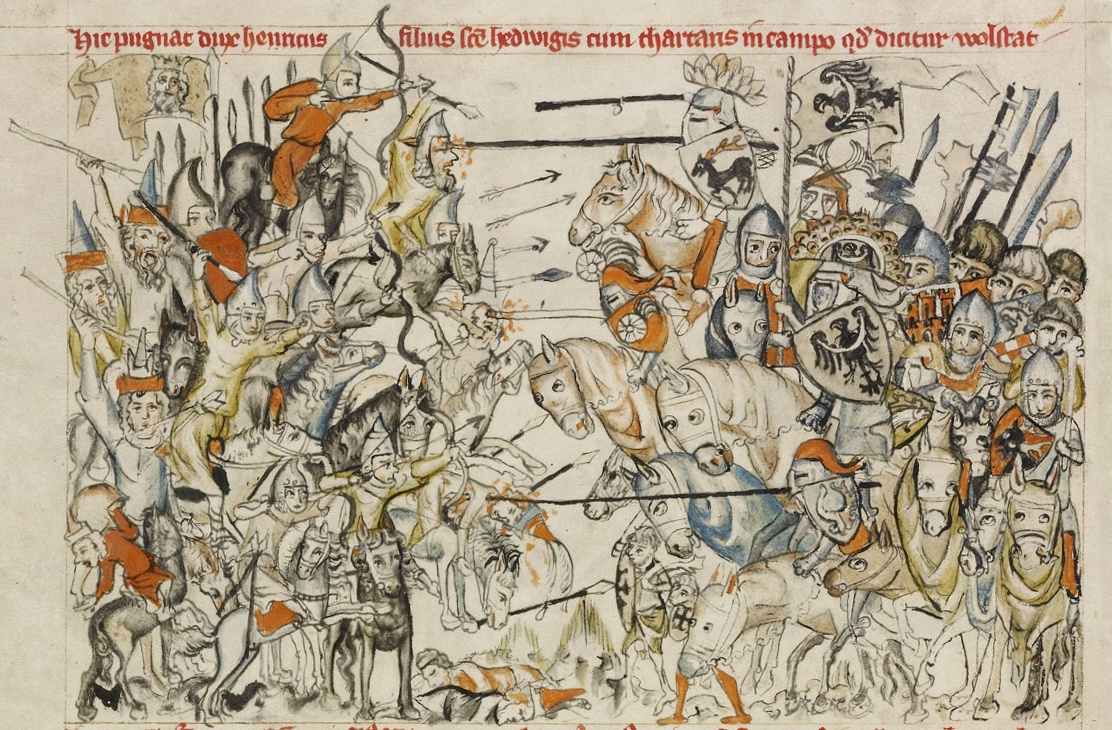
La invasión mongola de Polonia (1240-1241) culminó en la batalla de Liegnitz

Desde la conversión al cristianismo de la élite gobernante polaca a comienzos del siglo X, Polonia había estado recibiendo a clérigos extranjeros, lo que contribuyó al desarrollo de la cultura polaca como parte de la Cristiandad europea. Sin embargo, pasarían varias generaciones desde el reinado de Miecislao I hasta que hubiera una cantidad significativa de clérigos nativos. Tras el establecimiento de varios monasterios en los siglos XII y XIII, se alcanzaron cotas significativas en la cristianización de las clases populares.
La actividad intelectual y artística se concentraba alrededor de las instituciones de la Iglesia, las cortes de los reyes y duques, y emergía alrededor de las haciendas de la pujante élite hereditaria. Los anales escritos aparecieron a finales del siglo X; señores como Miecislao II y Casimiro el Restaurador eran considerados cultos e instruidos. Junto con el acta de Dagome iudex, el documento escrito más importante y fuente de este periodo es la Gesta principum Polonorum, crónica escrita por Gallus Anonymus, un clérigo extranjero de la corte de Boleslao III. Bruno de Querfurt fue uno de los clérigos occidentales pioneros que extendieron la alfabetización en la Iglesia; algunos de sus más destacados escritos surgieron en monasterios eremíticos de Polonia. Entre las órdenes religiosas monásticas de este primer momento, destacan los benedictinos (la abadía de Tyniec se fundó en 1044) y los cistercienses.. Se construyeron también varias iglesias de piedra de estilo prerrománico a comienzos del siglo X, a menudo acompañadas por palatium para la residencia de los señores; el románico propiamente dicho llegaría después. Las primeras monedas fueron acuñadas por Boleslao I alrededor del 995. Las puertas de Gniezno de la catedral, fabricadas en bajorrelieve de bronce, de los años 1170, son el mejor ejemplo de la escultura románica en Polonia.

## SigloXIII

### Estatal y sociedad; asentamiento alemán

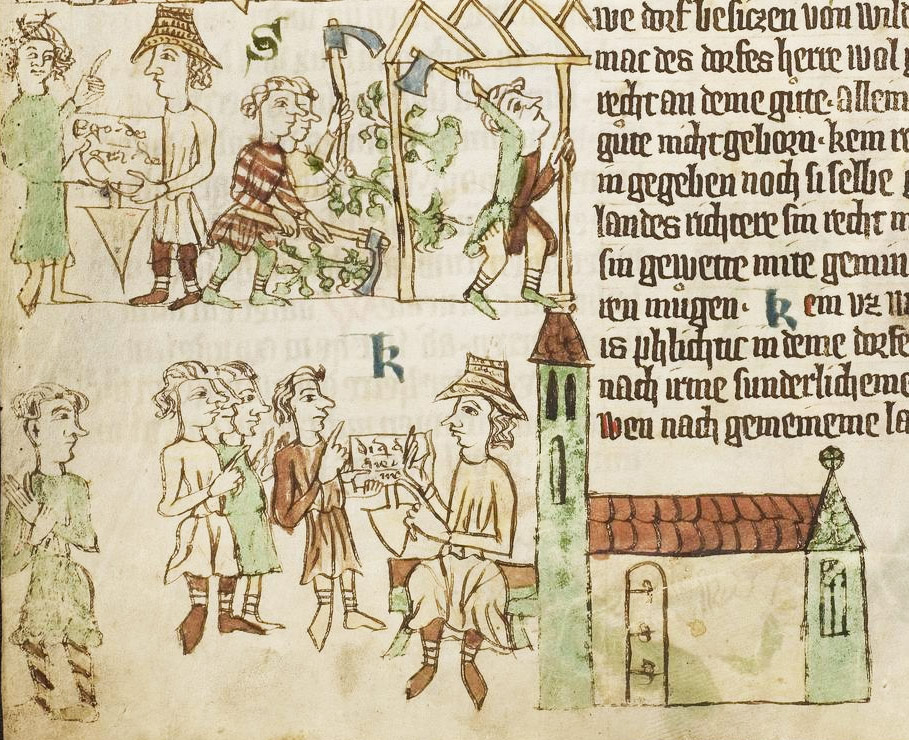
Ostsiedlung o asentamiento alemán en el este, miniatura de Sachsenspiegel

El siglo XIII trajo cambios fundamentales a la estructura de la sociedad polaca y su sistema político. Los constantes conflictos internos impidieron a los duques piastas defender las fronteras y el ducado fue menguando. La parte occidental de Pomerania Central se separó del ducado en la segunda mitad del siglo XII y en 1231 se convirtió en feudo del Margraviato de Brandeburgo, que en 1307 amplió sus dominios en Pomerania hacia el este, conquistando las comarcas de Sławno y Słupsk. Pomerelia o (también llamada la Pomerania de Gdańsk) se independizó de los duques polacos en 1227. A mediados del siglo XIII, Boleslao II el Calvo concedió la Tierra de Lubusz al Margraviato, lo que permitió la creación de Neumark, lo que debilitó notablemente la frontera occidental. En el sureste, Leszek el Blanco fue incapaz de preservar la supremacía polaca sobre la zona de Galicia, un territorio que había cambiado de manos en varias ocasiones.
La posición social se basó cada vez más en el tamaño de las posesiones feudales. Estas incluían las tierras controladas por los príncipes piastas, sus rivales los grandes propietarios laicos y las instituciones eclesiásticas, y la clase caballeresca. La población activa la constituían personas libres contratadas, pero también siervos sujetos a la tierra, esclavos (comprados o cautivos de guerra). La capa superior de los señores feudales, primero los eclesiásticos y después otros, logró inmunidad económica y legal, que le libraba en gran medida de la jurisdicción de la corte y las de obligaciones económicas como el pago de tributos que antaño habían impuesto los duques.

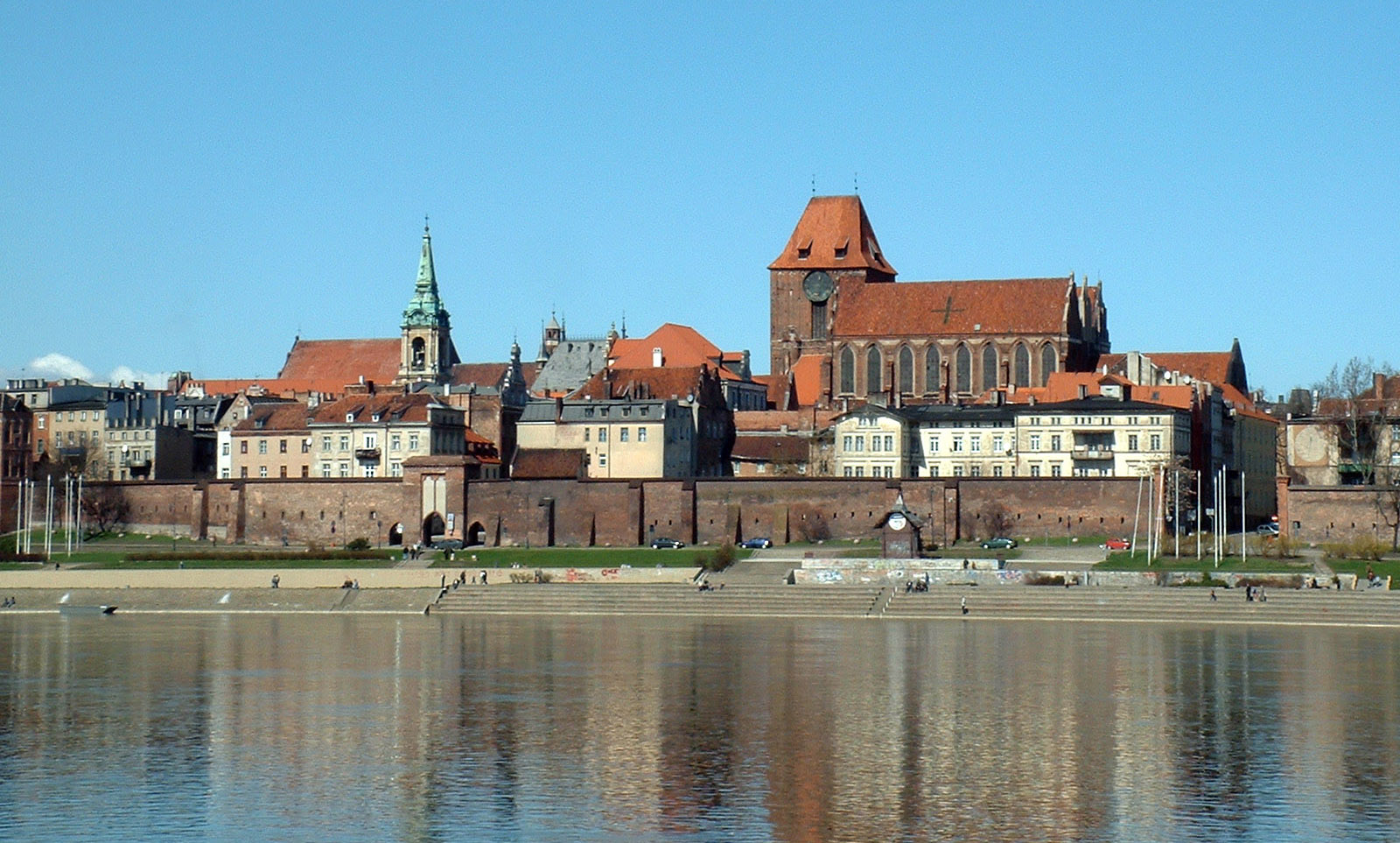
Thorn (Toruń), fundada por los Caballeros teutónicos, ingresó en la Liga Hanseática

Los conflictos civiles y las invasiones extranjeras —como las invasiones mongolas de 1240-1241, 1259-1260 y 1287-1288— debilitaron y despoblaron muchos de los pequeños principados polacos, a medida que el país se dividía cada vez más. Este despoblamiento y la creciente demanda de mano de obra suscitó una gran inmigración de campesinos occidentales a Polonia, principalmente de colonos alemanes; las primeras oleadas desde Alemania y Flandes llegaron en los años 1220. Los nuevos poblamientos rurales alemanes, polacos y de otros orígenes representaron una forma de tenencia feudal con inmunidad legal, en los que se aplicó a menudo la legislación urbana alemana. Los inmigrantes alemanes fueron importantes también para el crecimiento de las ciudades y el establecimiento de la clase burguesa polaca; trajeron con ellos leyes europeas occidentales (Derecho de Magdeburgo) y costumbres que fueron adoptadas por los polacos. A partir de ese momento, los alemanes, que crearon estructuras fuertes (dirigidas por patriciados) especialmente en los centros urbanos de Silesia y otras regiones de la Polonia occidental, fueron una minoría cada vez más influyente en Polonia.
Las Actas de Cienia las promulgó Vladislao III en 1228. El duque titular de Polonia prometía en ellas implantar una «ley justa y noble según el consejo de obispos y barones». Tales garantías y privilegios legales incluían a los pequeños propietarios y caballeros, que se estaban transformando en la pequeña y mediana nobleza que se conoció luego como szlachta. El periodo de fragmentación debilitó a los señores y estableció una tendencia permanente en la historia polaca: el crecimiento de los derechos y el papel de la nobleza a costa del monarca.

### Relaciones con los Caballeros teutónicos

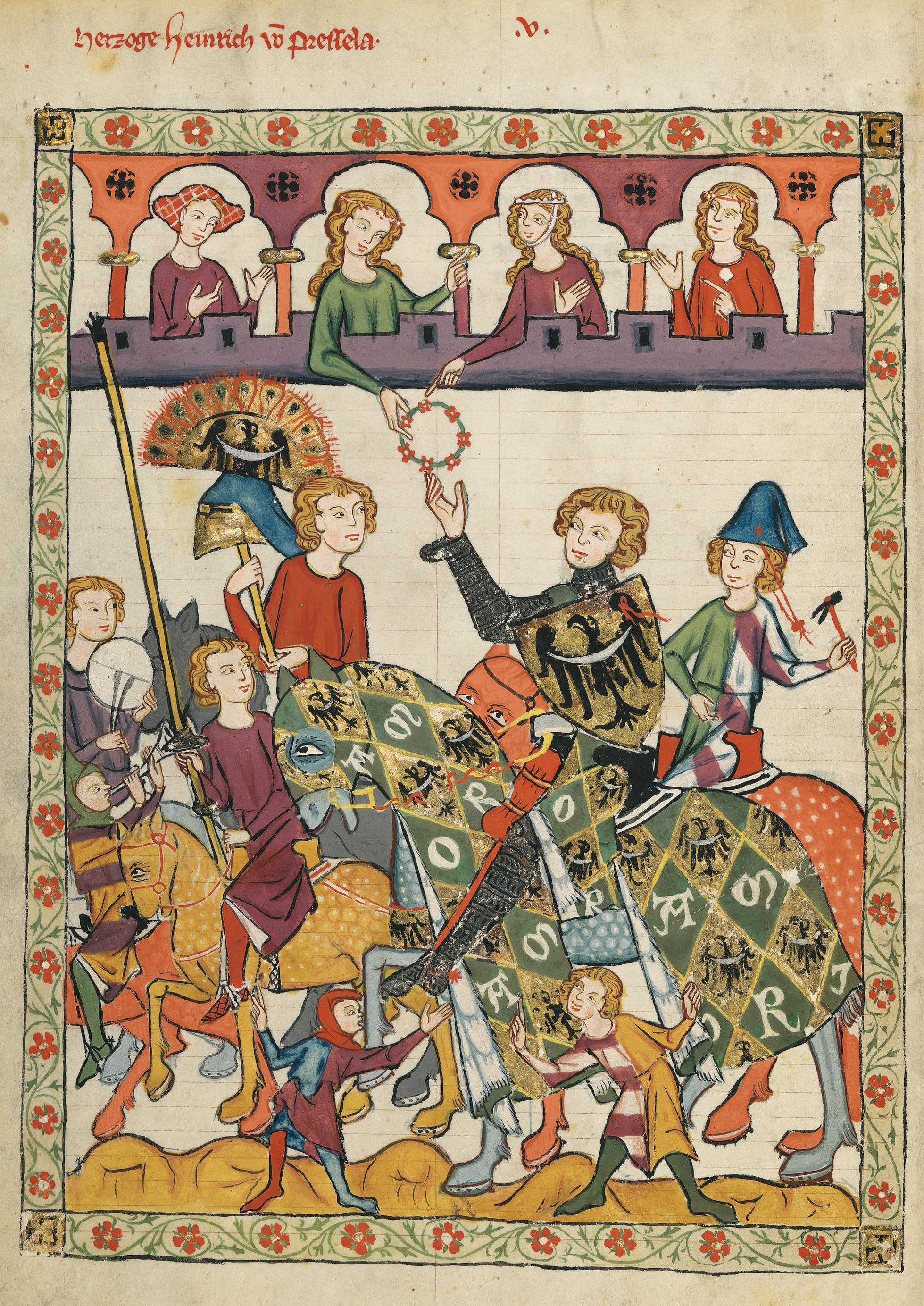
Enrique IV de Breslavia en el Códice Manesse, aproximadamente 1300

En 1226, el duque Conrado I de Mazovia invitó a los Caballeros teutónicos a que le ayudasen a luchar contra los prusianos bálticos, paganos, que vivían en la frontera de sus territorios; se libraba una intensa guerra fronteriza y la provincia de Conrado sufría las invasiones prusianas. Por otro lado, los mismos prusianos sufrían presiones cada vez mayores, aunque poco efectivas, para que aceptaran el cristianismo, entre las que se cuentan las cruzadas bálticas patrocinadas por el papado. La Orden teutónica pronto excedió lo acordado y traspasó la región que le había encomendado Conrado (la Tierra de Chełmno o Kulmerland). En las décadas siguientes, su caballeros conquistaron grandes extensiones a lo largo de la costa del Báltico y establecieron su propio Estado monástico. Cuando virtualmente todos los bálticos occidentales paganos habían sido convertidos o exterminados (la conquista de Prusia fue completada hacia 1283), los Caballeros pusieron sus miras en Polonia y Lituania, entonces el último Estado pagano en Europa. Las guerras teutónicas con Polonia y Lituania continuaron durante gran parte de los siglos XIV y XV. El estado teutónico en Prusia, poblado con colonos alemanes a partir del siglo XIII aunque la mayoría de la población seguía siendo báltica, era feudo del papa y del emperador y gozaba de la protección de ambos.

### Intentos de reunificación y los reinados de Pzemislao II y Wenceslao II (1232-1305)

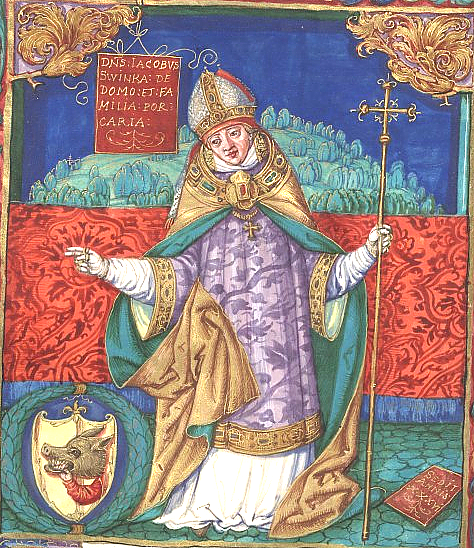
Arzobispo Jakub Świnka

A medida que las desventajas de la división nacional se hacían cada vez más evidentes para amplios sectores de la sociedad, algunos de los duques piastas orientaron sus esfuerzos a lograr la reunificación del Estado polaco. Entre los primeros intentos importantes destacan las acciones de los duques silesios Enrique I el Barbudo, su hijo Enrique II el Piadoso que murió en 1241 luchando contra los mongoles en Liegnitz— y Enrique IV el Justo. En 1295, Premislao II de la Gran Polonia fue el primer duque piasta coronado rey de Polonia desde Boleslado II, pero reinó únicamente sobre parte del territorio de Polonia (incluyendo Pomerelia desde 1294) y fue asesinado poco después de la coronación. Un señor extranjero logró una mayor unificación del territorio polaco: Wenceslao II de Bohemia de la dinastía premislida, que se casó con Richeza, hija de Premislao y se convirtió en rey de Polonia en 1300. La política severa de Wenceslao pronto le hizo perder todo apoyo; murió en 1305.

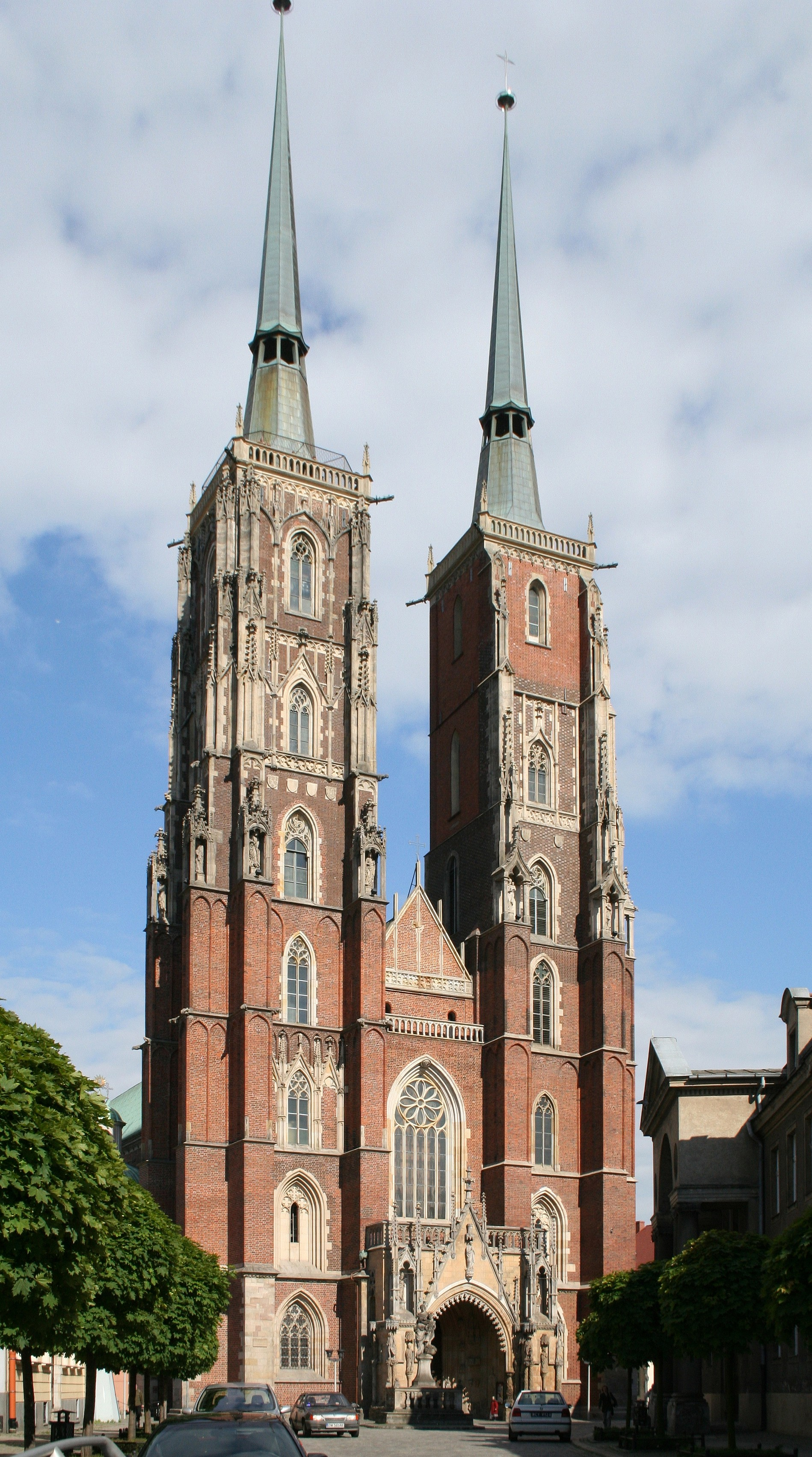
Catedral gótica de San Juan el Bautista en Breslavia

Un factor importante en el proceso de unificación fue la Iglesia polaca, que permaneció englobada en una única provincia eclesiástica durante el periodo de fragmentación política. El arzobispo Jakub Świnka de Gniezno era un ardiente defensor de la reunificación de Polonia; celebró las ceremonias de coronación tanto de Premislao II y Wenceslao II y apoyó también a Vladislao I en varias etapas de su carrera.

### Cultura
Culturalmente, el impacto social de la Iglesia fue considerablemente más amplio en el siglo XIII, a medida que avanzó el establecimiento de redes parroquiales y escuelas catedralicias. Los dominicos y los franciscanos fueron las órdenes principales las que tenían mayor trato con la población. Durante esta época, proliferaron los anales narrativos, así como otros tipos de registros, leyes y documentos. La proporción de clero polaco creció y los sacerdotes de origen extranjero debían conocer la lengua polaca. Wincenty Kadłubek, el autor de una influyente crónica, es el representante más reconocido en la esfera intelectual. Perspectiva, un tratado sobre óptica obra de Witelo, un monje silesio, fue de los logros más destacados de la ciencia medieval. La construcción de iglesias y castillos de estilo gótico predominó en el siglo XIII; los elementos nativos en las formas artísticas cobraron cada vez mayor importancia, y hubo significativos avances en agricultura, industria y los oficios.

## SigloXIV

### El reino reunificado de los últimos señores piastas; asentamiento judío

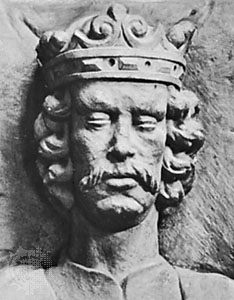
Fragmento de un sarcófago de arenisca con la efigie de Vladislao I de Polonia en la catedral de Wawel, Cracovia

Vladislao I y su hijo Casimiro III el Grande, fueron los últimos dos gobernantes piastas del reino unificado de Polonia del siglo XIV. Su gobierno no fue un regreso al estado polaco tal y como existía antes del periodo de fragmentación, debido a la pérdida de cohesión interna e integridad territorial. Los príncipes regionales mantuvieron su poder y, por razones económicas y culturales, algunos de ellos gravitaron hacia los vecinos de Polonia. El reino perdió Pomerania y Silesia, las regiones más desarrolladas y económicamente más importantes de los territorios étnicamente polacos, lo que dejó a la mitad de la población polaca fuera de las fronteras del reino. Las pérdidas en el occidente tuvieron que ver con el fracaso de los esfuerzos unificadores realizados por los duques piastas de Silesia y los procesos de expansión alemanes. Estos incluyeron la creciente dependencia de los principados piastas de las estructuras políticas alemanas, la colonización y la gradual germanización de los círculos gobernantes polacos. El Vístula inferior estaba controlado por la Orden teutónica. Mazovia no sería incorporada al estado polaco en un futuro próximo. Casimiro estabilizó las fronteras occidentales y septentrionales, intentó recuperar algunos de los territorios perdidos, y compensó parcialmente las pérdidas expandiéndose hacia el oriente, conquistando zonas ocupadas por los eslavos orientales, que no eran étnicamente polacos.
Pese a la merma territorial, Polonia disfrutó durante el siglo XIV de un periodo de desarrollo económico acelerado y prosperidad creciente. Hubo una mayor expansión y modernización de los asentamientos agrícolas, desarrollo de ciudades y un papel mayor de estas en el rápido desarrollo del comercio, la minería y la metalurgia. Casimiro III llevó a cabo además una gran reforma monetaria.
Los judíos habían comenzado a asentarse en Polonia hacía ya muchos años. En 1264, el duque Boleslao el Piadoso otorgó los privilegios del Estatuto de Kalisz, que daba gran libertad a las prácticas religiosas, movimiento y comercio a los judíos (considerado la primera emancipación de los judíos en Europa). También creó un precedente legal para la protección oficial de los judíos del acoso y la exclusión. El acta eximía a los judíos de la esclavitud o la servidumbre y constituyó los cimientos de la prosperidad judía en el reino polaco; posteriormente sería ampliado por otras concesiones legales similares. Tras su expulsión de diferentes lugares de Europa Occidental, los hebreos establecieron comunidades en Cracovia, Kalisz y otras ubicaciones de Polonia occidental y meridional en el siglo XIII. Otra serie de comunidades se asentó más al este en Leópolis, Brest-Litovsk y Grodno en el siglo XIV. Casimiro acogió refugiados judíos de Alemania en 1349, lo que contribuyó a acelerar la expansión judía en Polonia, que continuaría hasta la Segunda Guerra Mundial. Los asentamientos urbanos y rurales de alemanes fueron otro rasgo cultural característico de la época y duradero.

### El reinado de Vladislao I el Breve (1305-1333)

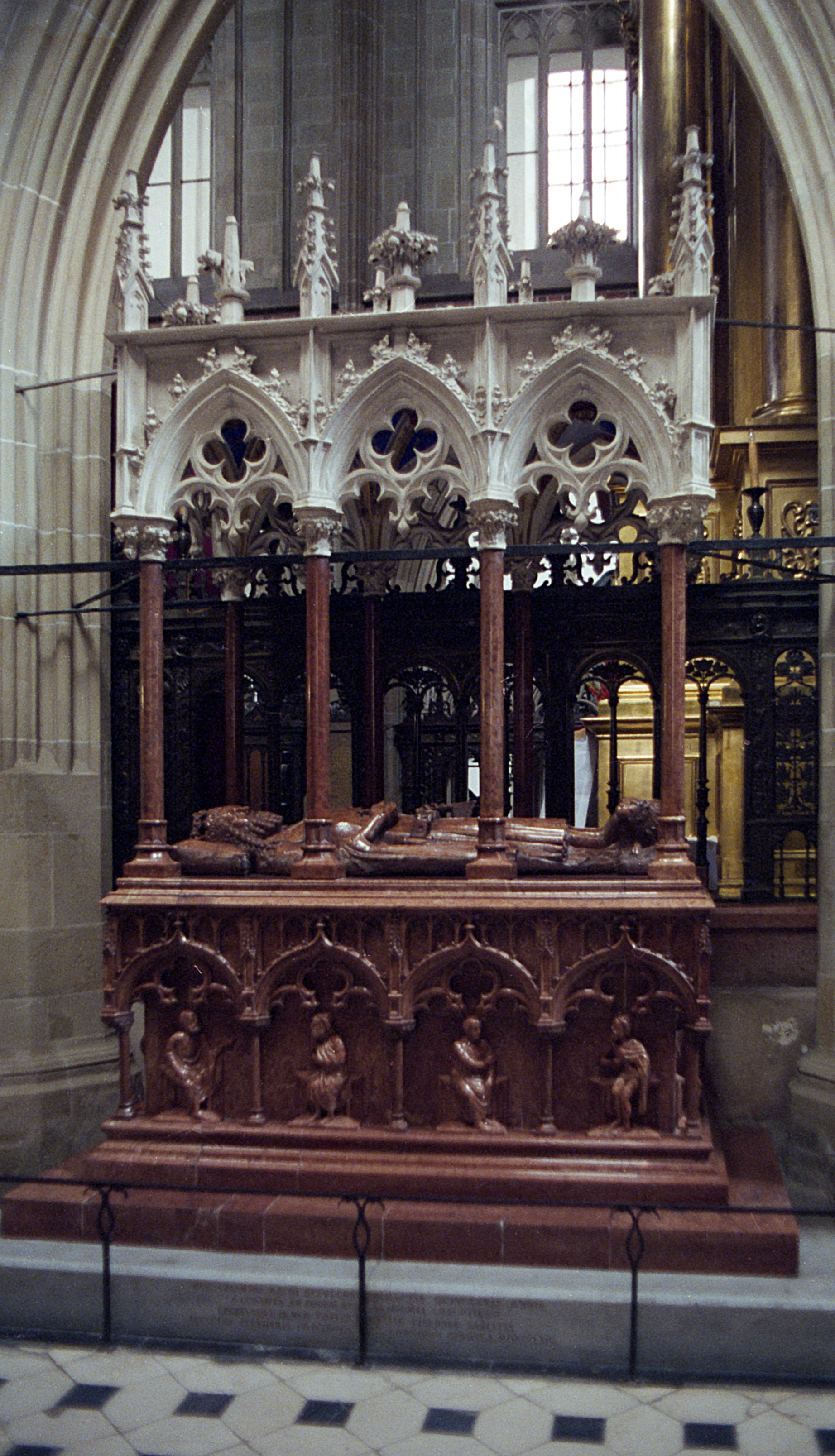
Sarcófago de Casimiro el Grande en la catedral de Wawel

Vladislao I el Breve (r. 1305-1333), que comenzó su carrera como un oscuro duque piasta de Cuyavia, pasó la vida luchando de manera continua y denodada contra poderosos adversarios. A su muerte como rey de una Polonia parcialmente unificada, dejó al reino en una situación precaria. A pesar de que las tierras polacas que dominaba eran limitadas y muchas cuestiones habían quedado sin resolver, quizá salvó la existencia de Polonia como nación.
Apoyado por su aliado Carlos I de Hungría, Vladislao regresó del exilio y desafió a Wenceslao II y a su sucesor Wenceslao III entre 1304 y 1306. El asesinato de Wenceslao III en 1306 extinguió la dinastía premislida de Bohemia y la implicación de esta en Polonia. Después, Vladislao completó la absorción de la Pequeña Polonia, entrando en Cracovia y conquistando las tierras al norte, desde Cuyavia hasta Pomerelia. Sin embargo, Pomerania fue conquistada por el Margraviato de Brandeburgo en 1308. Vladislao pidió ayuda a los Caballeros teutónicos para recobrarla, pero los Caballeros entraron brutalmente en Gdańsk y se la apropiaron.
En 1311-1312, fue sofocada en Cracovia una rebelión instigada por el patriciado de la ciudad, que buscaba acabar con el reinado de la Casa de Luxemburgo. Este acontecimiento quizá frenase el crecimiento del poder político de las ciudades.
En 1313-1314, Vladislao conquistó la Gran Polonia. En 1320, fue el primer rey de Polonia coronado en la Catedral de Wawel de Cracovia en lugar de en Gniezno. El papa Juan XXII aceptó con ciertas dudas la coronación, a pesar de la oposición del rey Juan I de Bohemia, quien reclamaba la corona para sí. Juan emprendió una expedición contra Cracovia en 1327, que hubo de abandonar; en 1328, hizo una cruzada contra Lituania, coligado con la Orden Teutónica. Esta estuvo en guerra con Polonia de 1327 a 1332 (véase batalla de Płowce). Como resultado, los Caballeros se apoderaron de la comarca de Dobrzyń y Cuyavia. A Vladislao lo ayudaron Hungría (su hija Isabel había desposado al rey Carlos I de Hungría en 1320) y Lituania (con la que había suscrito un pacto en 1325 contra el Estado teutónico; por añadidura, el hijo de Vladilao, Casimiro se había casado con Aldona, hija del gran duque lituano Gediminas). En 1329 firmó un acuerdo de paz con Brandeburgo. Sin embargo, un logro duradero de Juan I fue conseguir que se sometiesen a su autoridad los titubeantes principados piastas de Silesia, entre 1327 y 1329; fue una grave pérdida para Polonia.

### El reinado de Casimiro III el Grande (1333-1370)

Polonia al final del mandato de Casimiro III (1370) aparece dentro de la frontera roja oscura; Se perdió Silesia (amarillo), mientras el reino se había expandido al este

Después de la muerte de Vladislao I, su hijo de veintitrés años subió al trono como el rey Casimiro III, más tarde conocido como Casimiro el Grande (r. 1333-1370). A diferencia de su padre, el nuevo rey no mostró ninguna atracción por la vida militar. Sus contemporáneos no creían que pudiese solucionar los problemas del país ni triunfar como gobernante. Pero desde el principio, Casimiro actuó prudentemente, y en 1335, indemnizó al rey Juan de Bohemia para que renunciase a sus posibles derechos al trono polaco. En 1343, resolvió varias disputas territoriales con la Orden teutónica que culminaron en la firma del Tratado de Kalisz de 1343. Recuperó Dobrzyń y Cuyavia. Durante esos años, Polonia inició su expansión oriental y Casimiro se anexionó el área de Rus' de Halych-Volodimir en varias campañas militares entre 1340 y 1366. La ciudad de Leópolis atrajo numerosos habitantes de varias nacionalidades, recibió derechos municipales en 1356, y así comenzó su andadura como «Lwow», el principal centro polaco en un territorio habitado por rus' ortodoxos. Apoyado por Hungría, en 1338 el rey polaco prometió el trono polaco a la casa reinante húngara en el caso de que muriera sin descendientes varones.

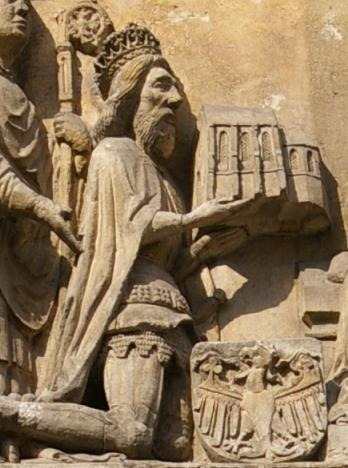
Fundación de la iglesia Colegial en Wiślica por Casimiro III el Grande

Casimiro, que renunció formalmente a sus derechos a varios principados silesios en 1339, intentó infructuosamente recuperar la región atacando a la Casa de Luxemburgo (la reinante en Bohemia) entre 1343 y 1348, y bloqueó el intento de separación de Silesia de la arquidiócesis de Gniezno por el emperador Carlos IV. Siguió reclamando Silesia para Polonia al papa hasta su muerte, pero sus sucesores no continuaron sus esfuerzos en este sentido.
Aliado con Dinamarca y Pomerania Occidental (Pomerelia fue concedida a la Orden como una "caridad eterna"), Casimiro fue capaz de obtener algunos territorios en la frontera occidental. En 1365, Drezdenko y Santok devinieron feudos polacos, mientras que el distrito de Wałcz fue directamente anexado en 1368. Esta última acción cortó la conexión directa entre Brandeburgo y el Estado teutónico y permitió unir Polonia con Pomerania Central.
Casimiro el Grande afianzó considerablemente la posición del país tanto interior como exteriormente. En el ámbito interno, integró y centralizó el estado polaco reunificado y ayudó a desarrollar lo que se conoció como la «Corona del Reino de Polonia»: el estado dentro de sus fronteras reales, así como fronteras pasadas o potenciales. Casimiro estableció o fortaleció instituciones generales para el reino (como la poderosa Tesorería del Estado) independientes de intereses de clase, región o de la propia corte. Internacionalmente, el rey polaco fue muy activo diplomáticamente; tuvo estrechas relaciones con otros señores europeos y fue un acérrimo defensor de los intereses nacionales polacos. En 1364, patrocinó el Congreso de Cracovia, en el que participaron varios monarcas y que se dedicó a la promoción de la cooperación pacífica y del equilibrio político en Europa Central.

### El reinado de Luis I y Eduviges (1370-1399)

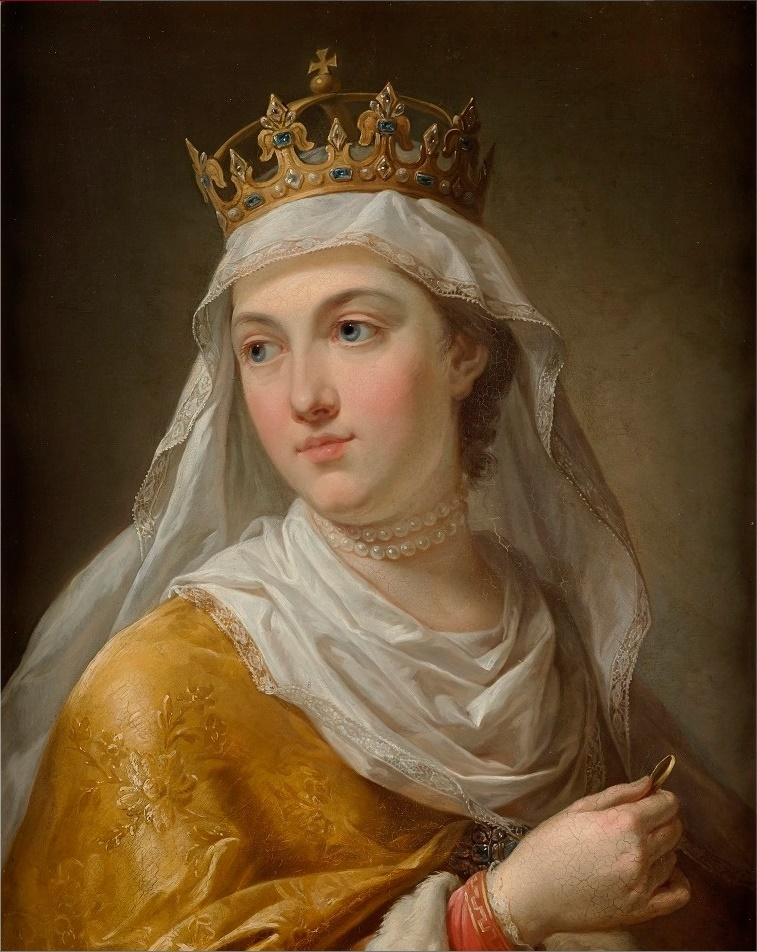
La reina Eduviges era la bisnieta de Vladislao I

Inmediatamente después de la muerte de Casimiro en 1370, su sobrino Luis, rey de Hungría de la Casa capeta de Anjou ascendió al trono polaco. Como esta sucesión parecía problemática (en 1368 el rey polaco había adoptado a su nieto, Casimiro de Słupsk), Luis había comenzado a negociar con la nobleza y los caballeros en 1351, que le apoyaron a cambio de privilegios y garantías; el acta formal fue negociada en Buda en 1355. Después de su coronación, Luis regresó a Hungría; dejó a su madre y a la hermana de Casimiro, Isabel como regentes de Polonia.
La muerte de Casimiro el Grande marcó el fin del periodo de monarquía hereditaria en Polonia. Nobleza y terratenientes no deseaban una monarquía fuerte; entre 1370 y 1493 se estableció una monarquía constitucional que incluía el embrión del sejm general, el parlamento bicameral dominante del futuro.
Durante el reinado de Luis I, Polonia formó una unión con Hungría. En el pacto de 1374 (el Privilegio de Koszyce), la nobleza polaca recibió amplias concesiones y se comprometió a reconocer derechos de sucesión a las hijas de Luis, ya que este no tenía descendientes varones. La negligencia de Luis con respecto a Polonia acabó causando la pérdida de los territorios conquistados por Casimiro, incluyendo Galicia, recuperada por la reina Eduviges en 1387. En 1396, esta y su marido Jagiełło (Jogaila) se adueñaron por la fuerza de las tierras centrales polacas que separaban la Pequeña Polonia de la Gran Polonia, anteriormente concedida por Luis I a su aliado el duque piasta de Silesia Vladislao de Opole.

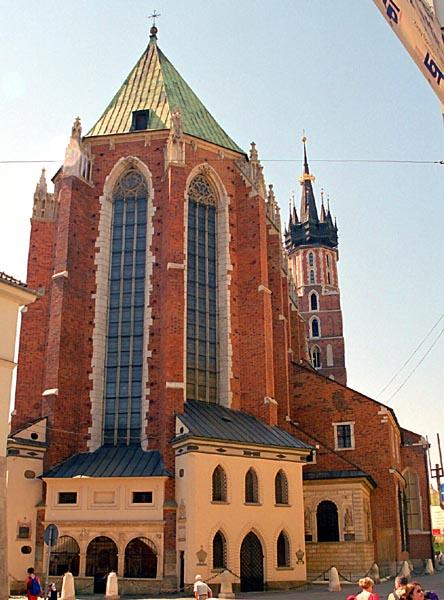
La iglesia de Santa María en Cracovia

La unión de Polonia y Hungría duraría doce años y acabaría en guerra. Tras la muerte de Luis en 1382 y el estallido de la guerra civil en la Gran Polonia, la nobleza polaca decidió que Eduviges, la hija menor de Luis, sería el siguiente «rey de Polonia»; Eduviges llegó en 1384 y fue coronada con once años. El fracaso de la unión de Polonia y Hungría allanó el camino para la futura entre Lituania y Polonia.

### Cultura
En el siglo XIV, se llevaron a cabo numerosas construcciones en ladrillo a gran escala, incluyendo la construcción de iglesias góticas, castillos, fortificaciones urbanas y residencias de clase alta.  Los ejemplos más notables de arquitectura del periodo medieval en Polonia son las muchas iglesias representando el estilo gótico polaco; la escultura medieval y las artes ornamentales pueden verse mejor en la decoración de las iglesias y elementos litúrgicos.  La ley polaca se codificó por vez primera en los Estatutos de Casimiro el Grande (estatutos de Piotrków–Wiślica) de 1346-1362. Consiguientemente, la resolución de conflictos internos se realizaba sobre procedimientos legales, mientras en el ámbito exterior, las relaciones bilaterales o multilaterales y los tratados adquirían cada vez mayor importancia. En esta época, la red de escuelas parroquiales y catedralicias había alcanzado un elevado desarrollo. En 1364, Casimiro el Grande estableció la Universidad de Cracovia, la segunda universidad más antigua de Europa Central. Mientras muchos aún viajaban a Europa meridional y occidental para realizar estudios universitarios, la lengua polaca, junto con el latín predominante, se hicieron cada vez más comunes en los documentos escritos. Los Sermones de la Santa Cruz (comienzos del siglo XIV) constituyen posiblemente el manuscrito conservado más antiguo en prosa polaca.

## Lectura complementaria
- Davies, Norman (2005). God's Playground: A History of Poland. Vol. 1: The Origins to 1795. Oxford: Oxford University Press. ISBN 0-19-925339-0.
- Knoll, Paul W. (1972). The Rise of the Polish Monarchy: Piast Poland in East Central Europe, 1320–1370. Chicago: University of Chicago Press. ISBN 0-226-44826-6.